# Distrito electoral local 5 de Chihuahua
El Distrito electoral local 5 de Chihuahua es uno de los 22 Distritos Electorales en los que se encuentra dividido el territorio del estado de Chihuahua. Su cabecera es Ciudad Juárez. 
Desde el proceso de redistritación de 2022 abarca la zona noreste de Ciudad Juárez.

## Distritaciones anteriores

### Distritación de 1968
En ese entonces tuvo su cabecera en Camargo, y abarcaba los municipios de Camargo, La Cruz, Delicias, Meoqui, San Francisco de Conchos, Saucillo y Rosales.

### Distritación de 1989
En la distritación de 1989 este distrito continuó teniendo su cabecera en Camargo, abarcando los municipios de Camargo, La Cruz, San Francisco de Conchos y Saucillo.

### Distritación de 1995
Para 1995 el distrito pasó a tener su cabecera en Ciudad Juárez.

### Distritación de 1997
En 1997 el distrito continuó teniendo su cabecera en Ciudad Juárez, abarcando parte de la zona oeste de la ciudad.

### Distritación de 2012
Para 2013 el distrito continuó abarcando parte de la zona noroeste Ciudad Juárez.

### Distritación de 2015
Entre 2015 y 2022, continuó en Ciudad Juárez, abarcando la zona noreste de la ciudad.

## Diputados por el distrito
| Diputado                        | Grupo parlamentario | Legislatura | Periodo     | Cabecera distrital Según cada distritación |
| ------------------------------- | ------------------- | ----------- | ----------- | ------------------------------------------ |
| Homero Chávez Vázquez           |                     | XLIX        | 1968 - 1971 | Camargo                                    |
| Refugio Rodríguez Ramírez       |                     | L           | 1971 - 1974 | Camargo                                    |
| Carlos Manuel Carrasco          |                     | LI          | 1974 - 1977 | Camargo                                    |
| Arturo Armendáriz Delgado       |                     | LII         | 1977 - 1980 | Camargo                                    |
| Hiram Galindo Carrillo          |                     | LIII        | 1980 - 1983 | Camargo                                    |
| Rubén Salgado Durán             |                     | LIV         | 1983 - 1986 | Camargo                                    |
| Homero Chávez Vázquez           |                     | LV          | 1986 - 1989 | Camargo                                    |
| Gustavo Deandar García          |                     | LVI         | 1989 - 1992 | Camargo                                    |
| Luis Alberto Aguilar Armendáriz |                     | LVII        | 1992 - 1995 | Camargo                                    |
| Jesús José Díaz Monárrez        |                     | LVIII       | 1995 - 1998 | Ciudad Juárez                              |
| María Isela Torres Hernández    |                     | LIX         | 1998 - 2001 | Ciudad Juárez                              |
| Víctor Manuel Rivera Pérez      |                     | LX          | 2001 - 2004 | Ciudad Juárez                              |
| Juan José González Espinoza     |                     | LXI         | 2004 - 2007 | Ciudad Juárez                              |
| Héctor Arcelus Pérez            |                     | LXII        | 2007 - 2010 | Ciudad Juárez                              |
| Gerardo Hernández Ibarra        |                     | LXIII       | 2010 - 2013 | Ciudad Juárez                              |
| Laura Domínguez Esquivel        |                     | LXIV        | 2013 - 2016 | Ciudad Juárez                              |
| Gabriel García Cantú            |                     | LXV         | 2016 - 2018 | Ciudad Juárez                              |
| Benjamín Carrera Chávez         |                     | LXVI        | 2018 - 2021 | Ciudad Juárez                              |
| Marisela Terrazas Muñoz         |                     | LXVII       | 2021        | Ciudad Juárez                              |

## Resultados Electorales

### 2021
|  | 45.0212 % |

|  | 7.0488 % |

|  | 0.5247 % |

|  | 1.0729 % |

|  | 2.3937 % |

|  | 6.8243 % |

|  | 29.9265 % |

|  | 1.5715 % |

|  | 1.4434 % |

|  | 1.1114 % |

|  | 0.7768 % |

|  | 0.1336 % |

|  | 97.7152 % |

|  | 2.1513 % |

|  | 50.9737 % |

### 2016
|  | 42.15 % |

|  | 22.95 % |

|  | 2.76 % |

|  | 8.05 % |

|  | 12.58 % |

|  | 7.11 % |

|  | 0.53 % |

|  | 3.83 % |

|  | 100.00 % |

### 2013
|  | 27.09 % |

|  | 48.98 % |

|  | 3.05 % |

|  | 3.21 % |

|  | 4.13 % |

|  | 1.34 % |

|  | 5.98 % |

|  | 0.18 % |

|  | 6.04 % |

|  | 100.00 % |

### 2010
|  | 32.59 % |

|  | 51.31 % |

|  | 2.56 % |

|  | 2.23 % |

|  | 3.42 % |

|  | 0.86 % |

|  | 1.88 % |

|  | 0.14 % |

|  | 5.00 % |

|  | 100.00 % |

### 2007
|  | 38.26 % |

|  | 53.03 % |

|  | 2.08 % |

|  | 0.87 % |

|  | 2.50 % |

|  | 0.52 % |

|  | 0.01 % |

|  | 2.74 % |

|  | 100.00 % |

### 2004
|  | 40.42 % |

|  | 56.90 % |

|  | 0.02 % |

|  | 2.66 % |

|  | 100.00 % |

### 2001
|  | 42.32 % |

|  | 44.56 % |

|  | 4.74 % |

|  | 1.73 % |

|  | 0.56 % |

|  | 0.15 % |

|  | 0.00 % |

|  | 2.65 % |

|  | 100.00 % |

### 1998
|  | 42.69 % |

|  | 43.07 % |

|  | 8.26 % |

|  | 0.35 % |

|  | 0.47 % |

|  | 1.91 % |

|  | 0.00 % |

|  | 3.24 % |

|  | 100.00 % |

### 1995
|  | 39.16 % |

|  | 44.70 % |

|  | 4.07 % |

|  | 4.02 % |

|  | 0.98 % |

|  | 0.00 % |

|  | 2.85 % |

|  | 1.04 % |

|  | 3.20 % |

|  | 100.00 % |

### 1992
|  | 51.15 % |

|  | 44.54 % |

|  | 1.09 % |

|  | 0.65 % |

|  | 0.07 % |

|  | 0.14 % |

|  | 0.00 % |

|  | 1.46 % |

|  | 100.00 % |

### 1989
|  | 33.64 % |

|  | 59.50 % |

|  | 1.01 % |

|  | 0.10 % |

|  | 0.10 % |

|  | 0.19 % |

|  | 0.15 % |

|  | 5.30 % |

|  | 100.00 % |

### 1986
|  | 39.25 % |

|  | 58.20 % |

|  | 0.26 % |

|  | 0.10 % |

|  | 0.45 % |

|  | 0.25 % |

|  | 1.31 % |

|  | 0.00 % |

### 1983
|  | 50.97 % |

|  | 35.56 % |

|  | 0.44 % |

|  | 0.16 % |

|  | 0.67 % |

|  | 1.65 % |

|  | 0.00 % |

|  | 0.00 % |

|  | 10.56 % |

|  | 100.00 % |

### 1980
|  | 21.15 % |

|  | 70.65 % |

|  | 3.81 % |

|  | 0.00 % |

|  | 0.65 % |

|  | 2.96 % |

|  | 0.78 % |

|  | 0.00 % |

|  | 0.00 % |

|  | 100.00 % |